# NBA Playoffs 1960
Gli NBA Playoffs 1960 si conclusero con la vittoria dei Boston Celtics (campioni della Eastern Conference) che sconfissero i campioni della Western Conference, gli St. Louis Hawks.

## Squadre qualificate

### Eastern Division
1. Boston Celtics
2. Philad. Warriors
3. Syracuse Nationals

### Western Division
1. St. Louis Hawks
2. Detroit Pistons
3. Minneapolis Lakers

## Tabellone
|  | Semifinali di Division | Semifinali di Division | Semifinali di Division |                    |                   | Finali di Division | Finali di Division | Finali di Division |  |  | Finali NBA | Finali NBA | Finali NBA |  |
|  |                        |                        |                        |                    |                   |                    |                    |                    |  |  |            |            |            |  |
|  |                        |                        |                        |                    |                   | 1                  | St. Louis Hawks *  | 4                  |  |  |            |            |            |  |
|  |                        |                        |                        |                    |                   | 1                  | St. Louis Hawks *  | 4                  |  |  |            |            |            |  |
|  |                        |                        | 3                      | Minneapolis Lakers | 3                 |                    |                    |                    |  |  |            |            |            |  |
|  | 3                      | Minneapolis Lakers     | 3                      | Minneapolis Lakers | 3                 | 2                  |                    |                    |  |  |            |            |            |  |
|  | 3                      | Minneapolis Lakers     |                        |                    |                   |                    |                    |                    |  |  |            |            |            |  |
|  | 2                      | Detroit Pistons        | 0                      |                    |                   |                    |                    |                    |  |  |            |            |            |  |
|  | 2                      | Detroit Pistons        | 0                      |                    | St. Louis Hawks * | St. Louis Hawks *  | 3                  |                    |  |  |            |            |            |  |
|  |                        |                        |                        |                    |                   |                    |                    |                    |  |  |            |            |            |  |
|  |                        |                        | Boston Celtics *       | Boston Celtics *   | 4                 |                    |                    |                    |  |  |            |            |            |  |
|  |                        |                        |                        | Boston Celtics *   | 4                 |                    |                    |                    |  |  |            |            |            |  |
|  |                        |                        |                        |                    |                   |                    |                    |                    |  |  |            |            |            |  |
|  |                        |                        |                        |                    |                   |                    |                    |                    |  |  |            |            |            |  |
|  |                        | 1                      | Boston Celtics *       | 4                  |                   |                    |                    |                    |  |  |            |            |            |  |
|  |                        |                        |                        | 4                  |                   |                    |                    |                    |  |  |            |            |            |  |
|  |                        |                        | 2                      | Philad. Warriors   | 2                 |                    |                    |                    |  |  |            |            |            |  |
|  | 3                      | Syracuse Nationals     | 2                      | Philad. Warriors   | 2                 | 1                  |                    |                    |  |  |            |            |            |  |
|  | 3                      | Syracuse Nationals     |                        |                    |                   |                    |                    |                    |  |  |            |            |            |  |
|  | 2                      | Philad. Warriors       | 2                      |                    |                   |                    |                    |                    |  |  |            |            |            |  |

Legenda
- * Vincitore Division
- "Grassetto" Vincitore serie
- "Corsivo" Squadra con fattore campo

## Eastern Division

### Semifinali

#### (2) Philadelphia Warriors - (3) Syracuse Nationals
RISULTATO FINALE: 2-1
| Filadelfia 11 marzo 1960 Gara 1                                                                        | Philad. Warriors | 115 – 92 (33-26, 22-20, 28-28, 32-18) referto | Syracuse Nationals | Philadelphia Civic Center |
| P. Arizin 40 Punti D. Barnett 19 T. Gola 7 Assist L. Costello 4 W. Chamberlain 27 Rimbalzi B. Cable 13 |                  |                                               |                    |                           |
| |                  |                                               |                    |                           |
| P. Arizin 40                                                                                           | Punti            | D. Barnett 19                                 |                    |                           |
| T. Gola 7                                                                                              | Assist           | L. Costello 4                                 |                    |                           |
| W. Chamberlain 27                                                                                      | Rimbalzi         | B. Cable 13                                   |                    |                           |

| Syracuse 13 marzo 1960 Gara 2                                                                               | Syracuse Nationals | 125 – 119 (23-24, 33-28, 32-33, 37-34) referto | Philad. Warriors | Onondaga War Memorial |
| D. Schayes 40 Punti P. Arizin 29 L. Costello 9 Assist G. Rodgers 6 D. Schayes 22 Rimbalzi W. Chamberlain 18 |                    |                                                |                  |                       |
| |                    |                                                |                  |                       |
| D. Schayes 40                                                                                               | Punti              | P. Arizin 29                                   |                  |                       |
| L. Costello 9                                                                                               | Assist             | G. Rodgers 6                                   |                  |                       |
| D. Schayes 22                                                                                               | Rimbalzi           | W. Chamberlain 18                              |                  |                       |

| Filadelfia 14 marzo 1960 Gara 3                                                                         | Philad. Warriors | 132 – 112 (31-28, 38-26, 34-28, 29-30) referto | Syracuse Nationals | Philadelphia Civic Center |
| W. Chamberlain 53 Punti D. Schayes 31 T. Gola 11 Assist L. Costello 7 T. Gola 23 Rimbalzi D. Schayes 14 |                  |                                                |                    |                           |
| |                  |                                                |                    |                           |
| W. Chamberlain 53                                                                                       | Punti            | D. Schayes 31                                  |                    |                           |
| T. Gola 11                                                                                              | Assist           | L. Costello 7                                  |                    |                           |
| T. Gola 23                                                                                              | Rimbalzi         | D. Schayes 14                                  |                    |                           |

PRECEDENTI IN REGULAR SEASON
| Regular Season 1959-60 | Philad. Warriors | 8 – 5 | Syracuse Nationals | Referto 1 - Referto 2 - Referto 3 - Referto 4, Referto 5 - Referto 6, Referto 7 - Referto 8 - Referto 9 - Referto 10 - Referto 11 - Referto 12 - Referto 13 |
| Philadelphia Warriors 124 Syracuse Nationals 116 Syracuse Nationals 103 Syracuse Nationals 150 Syracuse Nationals 121 Philadelphia Warriors 119 Syracuse Nationals 131 Syracuse Nationals 123 Syracuse Nationals 137 Philadelphia Warriors 129 Philadelphia Warriors 123 Syracuse Nationals 136 Syracuse Nationals 137 Punti 113 Syracuse Nationals 107 Philadelphia Warriors 114 Philadelphia Warriors 121 Philadelphia Warriors 129 Philadelphia Warriors 112 Syracuse Nationals 132 Philadelphia Warriors (1 t.s.) 129 Philadelphia Warriors 110 Philadelphia Warriors 126 Syracuse Nationals 116 Syracuse Nationals 122 Philadelphia Warriors 126 Philadelphia Warriors |                  | |                    | |
| |                  | |                    | |
| Philadelphia Warriors 124 Syracuse Nationals 116 Syracuse Nationals 103 Syracuse Nationals 150 Syracuse Nationals 121 Philadelphia Warriors 119 Syracuse Nationals 131 Syracuse Nationals 123 Syracuse Nationals 137 Philadelphia Warriors 129 Philadelphia Warriors 123 Syracuse Nationals 136 Syracuse Nationals 137 | Punti            | 113 Syracuse Nationals 107 Philadelphia Warriors 114 Philadelphia Warriors 121 Philadelphia Warriors 129 Philadelphia Warriors 112 Syracuse Nationals 132 Philadelphia Warriors (1 t.s.) 129 Philadelphia Warriors 110 Philadelphia Warriors 126 Syracuse Nationals 116 Syracuse Nationals 122 Philadelphia Warriors 126 Philadelphia Warriors |                    | |

PRECEDENTI NEI PLAYOFF
|  | Philad. Warriors (1956, 1958) | 2 – 4 | Syracuse Nationals (1950, 1951, 1952, 1957) |  |

### Finale

#### (1) Boston Celtics - (2) Philadelphia Warriors
RISULTATO FINALE: 4-2
| Boston 16 marzo 1960 Gara 1                                                                                   | Boston Celtics | 111 – 105 (37-24, 27-29, 25-28, 22-24) referto | Philad. Warriors | Boston Garden |
| B. Sharman 25 Punti W. Chamberlain 42 B. Cousy 13 Assist P. Arizin 5 B. Russell 30 Rimbalzi W. Chamberlain 29 |                |                                                |                  |               |
| |                |                                                |                  |               |
| B. Sharman 25                                                                                                 | Punti          | W. Chamberlain 42                              |                  |               |
| B. Cousy 13                                                                                                   | Assist         | P. Arizin 5                                    |                  |               |
| B. Russell 30                                                                                                 | Rimbalzi       | W. Chamberlain 29                              |                  |               |

| Filadelfia 18 marzo 1960 Gara 2                                                                           | Philad. Warriors | 115 – 110 (31-27, 32-26, 27-32, 25-25) referto | Boston Celtics | Philadelphia Civic Center |
| P. Arizin 30 Punti T. Heinsohn 26 G. Rodgers 9 Assist B. Cousy 6 W. Chamberlain 28 Rimbalzi B. Russell 20 |                  |                                                |                |                           |
| |                  |                                                |                |                           |
| P. Arizin 30                                                                                              | Punti            | T. Heinsohn 26                                 |                |                           |
| G. Rodgers 9                                                                                              | Assist           | B. Cousy 6                                     |                |                           |
| W. Chamberlain 28                                                                                         | Rimbalzi         | B. Russell 20                                  |                |                           |

| Boston 19 marzo 1960 Gara 3                                                                                       | Boston Celtics | 120 – 90 (22-23, 28-16, 37-25, 33-26) referto | Philad. Warriors | Boston Garden |
| B. Russell 26 Punti W. Sauldsberry 22 B. Cousy 8 Assist W. Chamberlain 6 B. Russell 39 Rimbalzi W. Chamberlain 15 |                |                                               |                  |               |
| |                |                                               |                  |               |
| B. Russell 26 | Punti          | W. Sauldsberry 22                             |                  |               |
| B. Cousy 8 | Assist         | W. Chamberlain 6                              |                  |               |
| B. Russell 39 | Rimbalzi       | W. Chamberlain 15                             |                  |               |

| Filadelfia 20 marzo 1960 Gara 4                                                                          | Philad. Warriors | 104 – 112 (22-38, 29-20, 25-22, 28-32) referto | Boston Celtics | Philadelphia Civic Center |
| P. Arizin 35 Punti T. Heinsohn 28 G. Rodgers 5 Assist B. Cousy 8 W. Chamberlain 34 Rimbalzi B. Russell 9 |                  |                                                |                |                           |
| |                  |                                                |                |                           |
| P. Arizin 35                                                                                             | Punti            | T. Heinsohn 28                                 |                |                           |
| G. Rodgers 5                                                                                             | Assist           | B. Cousy 8                                     |                |                           |
| W. Chamberlain 34                                                                                        | Rimbalzi         | B. Russell 9                                   |                |                           |

| Boston 22 marzo 1960 Gara 5                                                                                 | Boston Celtics | 107 – 128 (18-33, 27-32, 30-32, 32-31) referto | Philad. Warriors | Boston Garden |
| B. Russell 22 Punti W. Chamberlain 50 B. Cousy 7 Assist T. Gola 10 B. Russell 27 Rimbalzi W. Chamberlain 35 |                |                                                |                  |               |
| |                |                                                |                  |               |
| B. Russell 22                                                                                               | Punti          | W. Chamberlain 50                              |                  |               |
| B. Cousy 7                                                                                                  | Assist         | T. Gola 10                                     |                  |               |
| B. Russell 27                                                                                               | Rimbalzi       | W. Chamberlain 35                              |                  |               |

| Filadelfia 24 marzo 1960 Gara 6                                                                           | Philad. Warriors | 117 – 119 (33-24, 17-27, 34-33, 33-35) referto | Boston Celtics | Philadelphia Civic Center |
| G. Rodgers 31 Punti B. Russell 25 G. Rodgers 9 Assist B. Cousy 4 W. Chamberlain 24 Rimbalzi B. Russell 25 |                  |                                                |                |                           |
| |                  |                                                |                |                           |
| G. Rodgers 31                                                                                             | Punti            | B. Russell 25                                  |                |                           |
| G. Rodgers 9                                                                                              | Assist           | B. Cousy 4                                     |                |                           |
| W. Chamberlain 24                                                                                         | Rimbalzi         | B. Russell 25                                  |                |                           |

PRECEDENTI IN REGULAR SEASON
| Regular Season 1959-60 | Boston Celtics | 8 – 5 | Philad. Warriors | Referto 1 - Referto 2 - Referto 3 - Referto 4, Referto 5 - Referto 6, Referto 7 - Referto 8 - Referto 9 - Referto 10 - Referto 11 - Referto 12 - Referto 13 |
| Boston Celtics 115 Boston Celtics 113 Philadelphia Warriors 143 Boston Celtics 137 Philadelphia Warriors 117 Philadelphia Warriors 118 Philadelphia Warriors 112 Boston Celtics 129 Philadelphia Warriors 124 Boston Celtics 122 Philadelphia Warriors 115 Boston Celtics 108 Boston Celtics 133 Punti 106 Philadelphia Warriors 123 Philadelphia Warriors 130 Boston Celtics 116 Philadelphia Warriors 126 Boston Celtics 117 Boston Celtics 124 Boston Celtics 123 Philadelphia Warriors 116 Boston Celtics 120 Philadelphia Warriors 125 Boston Celtics 126 Philadelphia Warriors 119 Philadelphia Warriors |                | |                  | |
| |                | |                  | |
| Boston Celtics 115 Boston Celtics 113 Philadelphia Warriors 143 Boston Celtics 137 Philadelphia Warriors 117 Philadelphia Warriors 118 Philadelphia Warriors 112 Boston Celtics 129 Philadelphia Warriors 124 Boston Celtics 122 Philadelphia Warriors 115 Boston Celtics 108 Boston Celtics 133 | Punti          | 106 Philadelphia Warriors 123 Philadelphia Warriors 130 Boston Celtics 116 Philadelphia Warriors 126 Boston Celtics 117 Boston Celtics 124 Boston Celtics 123 Philadelphia Warriors 116 Boston Celtics 120 Philadelphia Warriors 125 Boston Celtics 126 Philadelphia Warriors 119 Philadelphia Warriors |                  | |

PRECEDENTI NEI PLAYOFF
|  | Boston Celtics (1958) | 1 – 0 | Philad. Warriors |  |

## Western Division

### Semifinali

#### (2) Detroit Pistons - (3) Minneapolis Lakers
RISULTATO FINALE: 0-2
| Grosse Pointe Farms 12 marzo 1960 Gara 1                         | Detroit Pistons | 112 – 113 (26-25, 25-32, 38-23, 23-33) referto | Minneapolis Lakers | Grosse Pointe South High School |
| B. Howell 29 Punti E. Baylor 40 B. Howell , W. Dukes 19 Rimbalzi |                 |                                                |                    |                                 |
|                                                                  |                 |                                                |                    |                                 |
| B. Howell 29                                                     | Punti           | E. Baylor 40                                   |                    |                                 |
| B. Howell, W. Dukes 19                                           | Rimbalzi        |                                                |                    |                                 |

| Minneapolis 13 marzo 1960 Gara 2 | Minneapolis Lakers | 114 – 99 (22-25, 34-28, 35-21, 23-25) referto | Detroit Pistons | Minneapolis Armory |
| F. Selvy 30 Punti G. Shue 27     |                    |                                               |                 |                    |
|                                  |                    |                                               |                 |                    |
| F. Selvy 30                      | Punti              | G. Shue 27                                    |                 |                    |

PRECEDENTI IN REGULAR SEASON
| Regular Season 1959-60 | Detroit Pistons | 7 – 6 | Minneapolis Lakers | Referto 1 - Referto 2 - Referto 3 - Referto 4, Referto 5 - Referto 6, Referto 7 - Referto 8 - Referto 9 - Referto 10 - Referto 11 - Referto 12 - Referto 13 |
| Minneapolis Lakers 105 Minneapolis Lakers 113 Detroit Pistons 111 Minneapolis Lakers 93 Minneapolis Lakers 105 Detroit Pistons 120 Detroit Pistons 105 Minneapolis Lakers 119 Minneapolis Lakers 98 Detroit Pistons 116 Minneapolis Lakers 104 Detroit Pistons 117 Detroit Pistons 117 Punti 106 Detroit Pistons 118 Detroit Pistons (2 t.s.) 113 Minneapolis Lakers (1 t.s.) 107 Detroit Pistons 85 Detroit Pistons 101 Minneapolis Lakers 108 Minneapolis Lakers 109 Detroit Pistons 105 Detroit Pistons 101 Minneapolis Lakers 102 Detroit Pistons 123 Minneapolis Lakers (1 t.s.) 116 Minneapolis Lakers |                 | |                    | |
| |                 | |                    | |
| Minneapolis Lakers 105 Minneapolis Lakers 113 Detroit Pistons 111 Minneapolis Lakers 93 Minneapolis Lakers 105 Detroit Pistons 120 Detroit Pistons 105 Minneapolis Lakers 119 Minneapolis Lakers 98 Detroit Pistons 116 Minneapolis Lakers 104 Detroit Pistons 117 Detroit Pistons 117 | Punti           | 106 Detroit Pistons 118 Detroit Pistons (2 t.s.) 113 Minneapolis Lakers (1 t.s.) 107 Detroit Pistons 85 Detroit Pistons 101 Minneapolis Lakers 108 Minneapolis Lakers 109 Detroit Pistons 105 Detroit Pistons 101 Minneapolis Lakers 102 Detroit Pistons 123 Minneapolis Lakers (1 t.s.) 116 Minneapolis Lakers |                    | |

PRECEDENTI NEI PLAYOFF
|  | Detroit Pistons (1955) | 1 – 5 | Minneapolis Lakers (1950, 1953, 1954, 1957, 1959) |  |

### Finale

#### (1) St. Louis Hawks - (3) Minneapolis Lakers
RISULTATO FINALE: 4-3
| Arbitri: | Arnie Heft Richie Powers |

|                |          |                         |
| C. Hagan 29    | Punti    | E. Baylor 19            |
| J. McCarthy 11 | Assist   |                         |
| B. Pettit 19   | Rimbalzi | E. Baylor, R. Hundley 9 |

| Arbitri: | Arnie Heft Richie Powers |

|                  |          |              |
| C. Lovellette 30 | Punti    | E. Baylor 40 |
| B. Pettit 15     | Rimbalzi | E. Baylor 14 |

| Minneapolis 19 marzo 1960 Gara 3                                   | Minneapolis Lakers | 89 – 93 (15-26, 31-22, 24-24, 19-21) referto | St. Louis Hawks | Minneapolis Armory |
| E. Baylor 27 Punti B. Pettit 35 E. Baylor 16 Rimbalzi B. Pettit 16 |                    |                                              |                 |                    |
|                                                                    |                    |                                              |                 |                    |
| E. Baylor 27                                                       | Punti              | B. Pettit 35                                 |                 |                    |
| E. Baylor 16                                                       | Rimbalzi           | B. Pettit 16                                 |                 |                    |

| Arbitri: | Sid Borgia Richie Powers |

|              |          |                  |
| E. Baylor 39 | Punti    | C. Hagan 28      |
| E. Baylor 16 | Rimbalzi | C. Lovellette 15 |

| Arbitri: | Arnie Heft Richie Powers |

|              |          |              |
| B. Pettit 25 | Punti    | E. Baylor 40 |
| S. Green 12  | Assist   |              |
| B. Pettit 19 | Rimbalzi | E. Baylor 18 |

| Minneapolis 24 marzo 1960 Gara 6                                                    | Minneapolis Lakers | 96 – 117 (19-30, 32-26, 17-26, 28-35) referto | St. Louis Hawks | Minneapolis Armory |
| E. Baylor 38 Punti B. Pettit 30 Assist S. Green 6 F. Selvy 12 Rimbalzi B. Pettit 18 |                    |                                               |                 |                    |
|                                                                                     |                    |                                               |                 |                    |
| E. Baylor 38                                                                        | Punti              | B. Pettit 30                                  |                 |                    |
|                                                                                     | Assist             | S. Green 6                                    |                 |                    |
| F. Selvy 12                                                                         | Rimbalzi           | B. Pettit 18                                  |                 |                    |

| Arbitri: | Arnie Heft Mendy Rudolph |

|              |          |              |
| B. Pettit 28 | Punti    | E. Baylor 33 |
| S. Green 13  | Assist   |              |
| B. Pettit 20 | Rimbalzi | E. Baylor 13 |

PRECEDENTI IN REGULAR SEASON
| Regular Season 1959-60 | St. Louis Hawks | 10 – 3 | Minneapolis Lakers | Referto 1 - Referto 2 - Referto 3 - Referto 4, Referto 5 - Referto 6, Referto 7 - Referto 8 - Referto 9 - Referto 10 - Referto 11 - Referto 12 - Referto 13 |
| St. Louis Hawks 87 Minneapolis Lakers 101 St. Louis Hawks 134 St. Louis Hawks 102 St. Louis Hawks 112 St. Louis Hawks 135 Minneapolis Lakers 96 Minneapolis Lakers 127 Minneapolis Lakers 111 Minneapolis Lakers 112 Minneapolis Lakers 103 St. Louis Hawks 109 Minneapolis Lakers 106 Punti 94 Minneapolis Lakers 138 St. Louis Hawks 105 Minneapolis Lakers 91 Minneapolis Lakers 96 Minneapolis Lakers 119 Minneapolis Lakers 114 St. Louis Hawks 131 St. Louis Hawks 101 St. Louis Hawks 98 St. Louis Hawks 113 St. Louis Hawks 101 Minneapolis Lakers 107 St. Louis Hawks (1 t.s.) |                 | |                    | |
| |                 | |                    | |
| St. Louis Hawks 87 Minneapolis Lakers 101 St. Louis Hawks 134 St. Louis Hawks 102 St. Louis Hawks 112 St. Louis Hawks 135 Minneapolis Lakers 96 Minneapolis Lakers 127 Minneapolis Lakers 111 Minneapolis Lakers 112 Minneapolis Lakers 103 St. Louis Hawks 109 Minneapolis Lakers 106 | Punti           | 94 Minneapolis Lakers 138 St. Louis Hawks 105 Minneapolis Lakers 91 Minneapolis Lakers 96 Minneapolis Lakers 119 Minneapolis Lakers 114 St. Louis Hawks 131 St. Louis Hawks 101 St. Louis Hawks 98 St. Louis Hawks 113 St. Louis Hawks 101 Minneapolis Lakers 107 St. Louis Hawks (1 t.s.) |                    | |

PRECEDENTI NEI PLAYOFF
|  | St. Louis Hawks (1956, 1957) | 2 – 1 | Minneapolis Lakers (1959) |  |

## NBA Finals 1960

### Boston Celtics - St. Louis Hawks
RISULTATO FINALE
|  | Boston Celtics | 4 – 3 | St. Louis Hawks |  |

PRECEDENTI IN REGULAR SEASON
| Regular Season 1959-60 | Boston Celtics | 6 – 3 | St. Louis Hawks | Referto 1 - Referto 2 - Referto 3 - Referto 4, Referto 5 - Referto 6, Referto 7 - Referto 8 - Referto 9 |
| St. Louis Hawks 98 Boston Celtics 113 Boston Celtics 122 St. Louis Hawks 82 St. Louis Hawks 121 Boston Celtics 134 Boston Celtics 127 Boston Celtics 113 St. Louis Hawks 121 Punti 103 Boston Celtics 111 St. Louis Hawks 99 St. Louis Hawks 96 Boston Celtics 111 Boston Celtics 112 St. Louis Hawks 114 St. Louis Hawks 114 St. Louis Hawks 105 Boston Celtics |                | |                 | |
| |                | |                 | |
| St. Louis Hawks 98 Boston Celtics 113 Boston Celtics 122 St. Louis Hawks 82 St. Louis Hawks 121 Boston Celtics 134 Boston Celtics 127 Boston Celtics 113 St. Louis Hawks 121 | Punti          | 103 Boston Celtics 111 St. Louis Hawks 99 St. Louis Hawks 96 Boston Celtics 111 Boston Celtics 112 St. Louis Hawks 114 St. Louis Hawks 114 St. Louis Hawks 105 Boston Celtics |                 | |

PRECEDENTI NEI PLAYOFF
|  | Boston Celtics (1957) | 1 – 1 | St. Louis Hawks (1958) |  |

#### Roster
| \| Pos. \| Num. \| Naz. \| Nome \| Altezza \| Peso \| Data nascita \| Provenienza \| \| ---- \| ---- \| ---- \| -------------- \| ------- \| ------ \| ------------ \| ---------------------- \| \| A/C \| 17 \| \| Conley, Gene \| 203 cm \| 102 kg \| 10-11-1930 \| Washington State \| \| G \| 14 \| \| Cousy, Bob \| 185 cm \| 79 kg \| 09-08-1928 \| Holy Cross \| \| A \| 20 \| \| Guarilia, Gene \| 196 cm \| 100 kg \| 13-09-1937 \| George Washington \| \| A/C \| 15 \| \| Heinsohn, Tom \| 201 cm \| 99 kg \| 26-08-1934 \| Holy Cross \| \| G \| 25 \| \| Jones, K.C. \| 185 cm \| 91 kg \| 25-05-1932 \| San Francisco \| \| G/AP \| 24 \| \| Jones, Sam \| 193 cm \| 90 kg \| 24-06-1933 \| North Carolina Central \| \| G \| 19 \| \| King, Maurice \| 188 cm \| 88 kg \| 12-03-1935 \| Kansas \| \| A \| 18 \| \| Loscutoff, Jim \| 196 cm \| 100 kg \| 04-02-1930 \| Oregon \| \| G/AP \| 23 \| \| Ramsey, Frank \| 191 cm \| 86 kg \| 13-07-1931 \| Kentucky \| \| A \| 16 \| \| Richter, John \| 206 cm \| 102 kg \| 12-03-1937 \| North Carolina State \| \| C \| 6 \| \| Russell, Bill \| 206 cm \| 98 kg \| 12-02-1934 \| San Francisco \| \| G \| 21 \| \| Sharman, Bill \| 185 cm \| 79 kg \| 25-05-1926 \| Southern California \| | Allenatore - Red Auerbach Assistente/i - Buddy LeRoux Legenda - (C) Capitano - (FA) Free agent - (S) Sospeso - (TW) Contratto Two-way - (GL) Assegnato a squadra G League affiliata - Infortunato Roster • Transazioni · Ultima transazione: 11 aprile 1960 |                        |                |         |        |              |                        |
| Pos. | Num. | Naz.                   | Nome           | Altezza | Peso   | Data nascita | Provenienza            |
| A/C | 17 | Stati Uniti (bandiera) | Conley, Gene   | 203 cm  | 102 kg | 10-11-1930   | Washington State       |
| G | 14 | Stati Uniti (bandiera) | Cousy, Bob     | 185 cm  | 79 kg  | 09-08-1928   | Holy Cross             |
| A | 20 | Stati Uniti (bandiera) | Guarilia, Gene | 196 cm  | 100 kg | 13-09-1937   | George Washington      |
| A/C | 15 | Stati Uniti (bandiera) | Heinsohn, Tom  | 201 cm  | 99 kg  | 26-08-1934   | Holy Cross             |
| G | 25 | Stati Uniti (bandiera) | Jones, K.C.    | 185 cm  | 91 kg  | 25-05-1932   | San Francisco          |
| G/AP | 24 | Stati Uniti (bandiera) | Jones, Sam     | 193 cm  | 90 kg  | 24-06-1933   | North Carolina Central |
| G | 19 | Stati Uniti (bandiera) | King, Maurice  | 188 cm  | 88 kg  | 12-03-1935   | Kansas                 |
| A | 18 | Stati Uniti (bandiera) | Loscutoff, Jim | 196 cm  | 100 kg | 04-02-1930   | Oregon                 |
| G/AP | 23 | Stati Uniti (bandiera) | Ramsey, Frank  | 191 cm  | 86 kg  | 13-07-1931   | Kentucky               |
| A | 16 | Stati Uniti (bandiera) | Richter, John  | 206 cm  | 102 kg | 12-03-1937   | North Carolina State   |
| C | 6 | Stati Uniti (bandiera) | Russell, Bill  | 206 cm  | 98 kg  | 12-02-1934   | San Francisco          |
| G | 21 | Stati Uniti (bandiera) | Sharman, Bill  | 185 cm  | 79 kg  | 25-05-1926   | Southern California    |

| \| Pos. \| Num. \| Naz. \| Nome \| Altezza \| Peso \| Data nascita \| Provenienza \| \| ---- \| ----- \| ---- \| ----------------- \| ------- \| ------ \| ------------ \| -------------- \| \| G/AP \| 11 \| \| Ferrari, Al \| 193 cm \| 86 kg \| 06-07-1933 \| Michigan State \| \| A/C \| 20 \| \| Ferry, Bob \| 203 cm \| 104 kg \| 31-05-1937 \| Saint Louis \| \| A/C \| 13 \| \| Foust, Larry \| 206 cm \| 98 kg \| 24-06-1928 \| La Salle \| \| A \| 12 \| \| Gambee, Dave \| 198 cm \| 98 kg \| 16-04-1937 \| Oregon \| \| G/AP \| 17 \| \| Green, Sihugo \| 188 cm \| 84 kg \| 20-08-1933 \| Duquesne \| \| G/AP \| 16 \| \| Hagan, Cliff \| 193 cm \| 95 kg \| 09-12-1931 \| Kentucky \| \| A/C \| 34 \| \| Lovellette, Clyde \| 206 cm \| 106 kg \| 07-09-1929 \| Kansas \| \| G \| 22 \| \| Martin, Slater \| 178 cm \| 77 kg \| 22-10-1925 \| Texas \| \| G \| 15 \| \| McCarthy, Johnny \| 185 cm \| 84 kg \| 25-04-1934 \| Canisius \| \| G \| 21 \| \| McMahon, Jack \| 185 cm \| 84 kg \| 03-12-1928 \| St. John's \| \| A/C \| 9 \| \| Pettit, Bob \| 206 cm \| 93 kg \| 12-12-1932 \| LSU \| \| A/C \| 12-25 \| \| Piontek, Dave \| 198 cm \| 104 kg \| 27-08-1934 \| Xavier \| \| A \| 13 \| \| Ramsey, Cal \| 193 cm \| 91 kg \| 13-07-1937 \| New York \| \| A/C \| 19 \| \| Reed, Hub \| 206 cm \| 98 kg \| 04-10-1936 \| Oklahoma City \| \| C \| 13 \| \| Share, Chuck \| 211 cm \| 107 kg \| 14-03-1927 \| Bowling Green \| | Allenatore - Ed Macauley Legenda - (C) Capitano - (FA) Free agent - (S) Sospeso - (TW) Contratto Two-way - (GL) Assegnato a squadra G League affiliata - Infortunato Roster • Transazioni · Ultima transazione: 16 aprile 1960 |                        |                   |         |        |              |                |
| Pos. | Num. | Naz.                   | Nome              | Altezza | Peso   | Data nascita | Provenienza    |
| G/AP | 11 | Stati Uniti (bandiera) | Ferrari, Al       | 193 cm  | 86 kg  | 06-07-1933   | Michigan State |
| A/C | 20 | Stati Uniti (bandiera) | Ferry, Bob        | 203 cm  | 104 kg | 31-05-1937   | Saint Louis    |
| A/C | 13 | Stati Uniti (bandiera) | Foust, Larry      | 206 cm  | 98 kg  | 24-06-1928   | La Salle       |
| A | 12 | Stati Uniti (bandiera) | Gambee, Dave      | 198 cm  | 98 kg  | 16-04-1937   | Oregon         |
| G/AP | 17 | Stati Uniti (bandiera) | Green, Sihugo     | 188 cm  | 84 kg  | 20-08-1933   | Duquesne       |
| G/AP | 16 | Stati Uniti (bandiera) | Hagan, Cliff      | 193 cm  | 95 kg  | 09-12-1931   | Kentucky       |
| A/C | 34 | Stati Uniti (bandiera) | Lovellette, Clyde | 206 cm  | 106 kg | 07-09-1929   | Kansas         |
| G | 22 | Stati Uniti (bandiera) | Martin, Slater    | 178 cm  | 77 kg  | 22-10-1925   | Texas          |
| G | 15 | Stati Uniti (bandiera) | McCarthy, Johnny  | 185 cm  | 84 kg  | 25-04-1934   | Canisius       |
| G | 21 | Stati Uniti (bandiera) | McMahon, Jack     | 185 cm  | 84 kg  | 03-12-1928   | St. John's     |
| A/C | 9 | Stati Uniti (bandiera) | Pettit, Bob       | 206 cm  | 93 kg  | 12-12-1932   | LSU            |
| A/C | 12-25 | Stati Uniti (bandiera) | Piontek, Dave     | 198 cm  | 104 kg | 27-08-1934   | Xavier         |
| A | 13 | Stati Uniti (bandiera) | Ramsey, Cal       | 193 cm  | 91 kg  | 13-07-1937   | New York       |
| A/C | 19 | Stati Uniti (bandiera) | Reed, Hub         | 206 cm  | 98 kg  | 04-10-1936   | Oklahoma City  |
| C | 13 | Stati Uniti (bandiera) | Share, Chuck      | 211 cm  | 107 kg | 14-03-1927   | Bowling Green  |

#### Risultati
| Arbitri: | Mendy Rudolph Jim Duffy |

|                                                                                    |            |                                                                            |
| T. Heinsohn 24                                                                     | Punti      | C. Hagan 25                                                                |
| B. Cousy 12                                                                        | Assist     | J. McCarthy 6                                                              |
| B. Russell 19                                                                      | Rimbalzi   | B. Pettit 17                                                               |
| Conley, Cousy, Guarilia, Heinsohn, Jones, Jones, Ramsey, Richter, Russell, Sharman | Formazioni | Ferrari, Ferry, Foust, Green, Hagan, Lovellette, McCarthy, Pettit, Piontek |

| Arbitri: | Mendy Rudolph Arnie Heft |

|                                                                 |            |                                                                            |
| B. Sharman 30                                                   | Punti      | B. Pettit 35                                                               |
| B. Cousy 8                                                      | Assist     | B. Pettit 7                                                                |
| B. Russell 40                                                   | Rimbalzi   | B. Pettit 22                                                               |
| Conley, Cousy, Heinsohn, Jones, Jones, Ramsey, Russell, Sharman | Formazioni | Ferrari, Ferry, Foust, Green, Hagan, Lovellette, McCarthy, Pettit, Piontek |

| Arbitri: | Sid Borgia Arnie Heft |

|                                                                            |            |                                                                           |
| B. Pettit 23                                                               | Punti      | T. Heinsohn 30                                                            |
| S. Green, c. Lovellette 6                                                  | Assist     | B. Cousy 13                                                               |
| B. Pettit 18                                                               | Rimbalzi   | B. Russell 19                                                             |
| Ferrari, Ferry, Foust, Green, Hagan, Lovellette, McCarthy, Pettit, Piontek | Formazioni | Conley, Cousy, Guarilia, Heinsohn, Jones, Jones, Ramsey, Russell, Sharman |

| Arbitri: | Jim Duffy Mendy Rudolph |

|                                                                     |            |                                                                 |
| B. Pettit 32                                                        | Punti      | F. Ramsey 20                                                    |
| J. McCarthy 8                                                       | Assist     | B. Cousy 4                                                      |
| B. Pettit 11                                                        | Rimbalzi   | B. Russell 19                                                   |
| Ferrari, Foust, Green, Hagan, Lovellette, McCarthy, Pettit, Piontek | Formazioni | Conley, Cousy, Heinsohn, Jones, Jones, Ramsey, Russell, Sharman |

| Arbitri: | Mendy Rudolph Jim Duffy |

|                                                                                    |            |                                                                            |
| T. Heinsohn 34                                                                     | Punti      | C. Hagan 28                                                                |
| B. Cousy 10                                                                        | Assist     | S. Green 8                                                                 |
| B. Russell 26                                                                      | Rimbalzi   | C. Hagan 12                                                                |
| Conley, Cousy, Guarilia, Heinsohn, Jones, Jones, Ramsey, Richter, Russell, Sharman | Formazioni | Ferrari, Ferry, Foust, Green, Hagan, Lovellette, McCarthy, Pettit, Piontek |

| Arbitri: | Jim Duffy Mendy Rudolph |

|                                                                     |            |                                                                                    |
| C. Hagan 36                                                         | Punti      | B. Russell 17                                                                      |
| J. McCarthy 9                                                       | Assist     | B. Cousy 9                                                                         |
| C. Lovellette 15                                                    | Rimbalzi   | B. Russell 16                                                                      |
| Ferrari, Ferry, Green, Hagan, Lovellette, McCarthy, Pettit, Piontek | Formazioni | Conley, Cousy, Guarilia, Heinsohn, Jones, Jones, Ramsey, Richter, Russell, Sharman |

| Arbitri: | Mendy Rudolph Jim Duffy |

|                                                                                    |            |                                                                     |
| F. Ramsey 24                                                                       | Punti      | B. Pettit 22                                                        |
| B. Cousy 14                                                                        | Assist     | S. Green 5                                                          |
| B. Russell 35                                                                      | Rimbalzi   | B. Pettit 14                                                        |
| Conley, Cousy, Guarilia, Heinsohn, Jones, Jones, Ramsey, Richter, Russell, Sharman | Formazioni | Ferrari, Ferry, Green, Hagan, Lovellette, McCarthy, Pettit, Piontek |

| Campione NBA 1960        |
| ------------------------ |
| Boston Celtics 3º titolo |

#### Hall of famer
| NBA Finals | Atleta           | Squadra         | Anno      |                      |
| ---------- | ---------------- | --------------- | --------- | -------------------- |
| Giocatore  | Bob Cousy        | Boston Celtics  | 1971      | Giocatore            |
| Giocatore  | Tom Heinsohn     | Boston Celtics  | 1986 2015 | Giocatore Allenatore |
| Giocatore  | K.C. Jones       | Boston Celtics  | 1989      | Giocatore            |
| Giocatore  | Sam Jones        | Boston Celtics  | 1984      | Giocatore            |
| Giocatore  | Frank Ramsey     | Boston Celtics  | 1982      | Giocatore            |
| Giocatore  | Bill Russell     | Boston Celtics  | 1975 2021 | Giocatore Allenatore |
| Giocatore  | Bill Sharman     | Boston Celtics  | 1976 2004 | Giocatore Allenatore |
| Allenatore | Red Auerbach     | Boston Celtics  | 1969      | Allenatore           |
| Giocatore  | Bob Pettit       | St. Louis Hawks | 1970      | Giocatore            |
| Giocatore  | Cliff Hagan      | St. Louis Hawks | 1978      | Giocatore            |
| Giocatore  | Clyde Lovellette | St. Louis Hawks | 1988      | Giocatore            |
| Giocatore  | Slater Martin    | St. Louis Hawks | 1982      | Giocatore            |
| Allenatore | Alex Hannum      | St. Louis Hawks | 1998      | Allenatore           |

## Squadra vincitrice
| N° | Naz.                   | Ruolo | Sportivo      |  | Alt. |  |
| -- | ---------------------- | ----- | ------------- |  | ---- |  |
| 6  | Stati Uniti (bandiera) | C     | Bill Russell  |  | 208  |  |
| 14 | Stati Uniti (bandiera) | P     | Bob Cousy     |  | 185  |  |
| 15 | Stati Uniti (bandiera) | AG    | Tom Heinsohn  |  | 201  |  |
| 16 | Stati Uniti (bandiera) | AG    | John Richter  |  | 203  |  |
| 17 | Stati Uniti (bandiera) | C     | Gene Conley   |  | 205  |  |
| 18 | Stati Uniti (bandiera) | AP    | Jim Loscutoff |  | 196  |  |
| 19 | Stati Uniti (bandiera) | G     | Maurice King  |  | 191  |  |
| 20 | Stati Uniti (bandiera) | AP    | Gene Guarilia |  | 194  |  |
| 21 | Stati Uniti (bandiera) | G     | Bill Sharman  |  | 185  |  |
| 23 | Stati Uniti (bandiera) | G     | Frank Ramsey  |  | 191  |  |
| 24 | Stati Uniti (bandiera) | G     | Sam Jones     |  | 193  |  |
| 25 | Stati Uniti (bandiera) | G     | K.C. Jones    |  | 185  |  |
|    | Stati Uniti (bandiera) | All.  | Red Auerbach  |  |      |  |

## Statistiche
Aggiornate al 6 agosto 2021.
| Categoria | Giocatore    | Squadra            | Media | PG |
| --------- | ------------ | ------------------ | ----- | -- |
| Punti     | Elgin Baylor | Minneapolis Lakers | 33,4  | 9  |
| Rimbalzi  | Bill Russell | Boston Celtics     | 25,8  | 13 |
| Assist    | Bob Cousy    | Boston Celtics     | 8,9   | 13 |